# Торжественное открытие храма наслаждений
Торжественное открытие храма наслаждений (или Открытие собора удовольствий) — 38-минутный короткометражный фильм Кеннета Энгера, снятый в 1954 году. Фильм получил статус культового.

## Предыстория
По словам режиссера, фильм получил название «Храм удовольствий» из-за строк атмосферной поэмы Сэмюэла Тейлора Кольриджа «Кубла Хан». На создание фильма Энгера был вдохновила вечеринка в честь Хэллоуина под названием «Come as your Madness».

## В ролях
- Самсон де Бриер в роли Шивы, Осириса, Нерона, Алессандро Калиостро и Алистера Кроули (в титрах как «Великий зверь 666»);
- Марджори Кэмерон в роли Багряной жены (Алой женщины) и Кали;
- Джоан Уитни в роли Афродиты;
- Кэти Каделл в роли Исиды;
- Ренате Друкс в роли Лилит;
- Анаис Нин в роли Астарты;
- Кертис Харрингтон в роли лунатика Чезаре;
- Кеннет Энгер в роли Гекаты;
- Пол Мэтисон, в роли Пана;
- Питер Лум в роли Ганимеда.

## Версии
В более ранних изданиях фильма были эпизоды, которые должны были отображаться на трех разных экранах, идея частично вдохновлена Абелем Гансом (режиссёр использовал этот приём в своей картине «Наполеон»). Трёхэкранная версия была показана на Брюссельской всемирной выставке. Впоследствии Энгер отредактировал фильм, слоями наложив изображения друг на друга. Энгер создал ещё две версии фильма: в 1966 году и в конце 1970-х годов. Различия в визуальном оформлении оригинала 1954 года и двух последующих редакций незначительны. Ранняя версия, показанная только один раз по немецкому телевидению в начале 1980-х и хранящаяся по сей день NDR, включает дополнительные три минуты в начале, включая чтение поэмы Сэмюэла Тейлора Кольриджа «Кубла Хан». Фильм (преимущественно во второй или третьей версии) часто демонстрировался в американских университетах и художественных галереях в 1960-х, 1970-х и 1980-х годах.

## Саундтрек
Саундтрек оригинального издания представляет собой полное исполнение «Глаголической мессы» чешского композитора Леоша Яначека (1854—1928). В 1966 году была выпущена отредактированная версия, известная как «The Sacred Mushroom Edition». В конце 1970-х годов была внесена третья редакция - «The Sacred Mushroom Edition», отредактированная для соответствия альбому Electric Light Orchestra «Eldorado» , опуская только «Иллюзию соль мажор» в стиле блюз-рок, которая, по мнению Энгера, не соответствовала настроению фильма.

## Символизм
Фильм отражает глубокий интерес Энгера к Телеме, философской системе Алистера Кроули и его последователей, о чем свидетельствует появление Марджори Кэмерон в роли «Багряной жены» (почетное звание, которым Кроули удостоил некоторых своих магических партнеров). Идея Кроули о ритуальной маскарадной вечеринке, на которой участники одеваются как боги и богини, послужила непосредственным источником вдохновения для фильма.